# پریکو (بازیکن فوتبال اسپانیایی)
پریکو (انگلیسی: Perico؛ زادهٔ ۱۸ ژانویهٔ ۱۹۸۵) بازیکن فوتبال اهل اسپانیا است.
از باشگاه‌هایی که در آن بازی کرده‌است می‌توان به باشگاه فوتبال لاریسا، باشگاه خیمناستیک تاراگونا، باشگاه فوتبال الچه، باشگاه فوتبال کادیس، و باشگاه فوتبال مالاگا اشاره کرد.
وی همچنین در تیم ملی فوتبال زیر ۱۸ سال اسپانیا بازی کرده‌است.